# William Ellery Channing

William Ellery Channing

William Ellery Channing (* 7. April 1780 in Newport, Rhode Island, USA; † 2. Oktober 1842 in Old Bennington, Vermont) war ein US-amerikanischer Geistlicher und Schriftsteller. Er wurde bekannt als der „Apostel des Unitarismus“. Channing war für seine leidenschaftlichen Predigten und öffentlichen Reden bekannt. Er verkörperte die liberale Theologie seiner Zeit. Channings religiöse Einstellungen und Gedanken prägten den Transzendentalismus in New England, obwohl er dieser Bewegung nicht angehörte.

## Leben
Er studierte zunächst in Newport Theologie und absolvierte 1798 in Harvard. Anschließend arbeitete er als Hauslehrer in Richmond. Der Radikalismus der französischen Revolution beunruhigte ihn in dieser Zeit ebenso wie der orthodoxe amerikanische Calvinismus. Die calvinistische Lehre von Prädestination und ewiger  Verdammnis lehnte er ab. Sein religiöses Weltbild war von einem versöhnlichen Gott geprägt.
1803 wurde Channing Prediger der Federal Street Church (Boston), wo er für den Rest seines Lebens blieb. 1809 wurde er in die American Academy of Arts and Sciences gewählt. Er galt als anerkannter Sprecher des Unitarismus, seit er 1819 in Baltimore die Ordinationspredigt für Jared Sparks gehalten hatte. Unter dem Titel Das unitarische Christentum fasste er in dieser Rede die wesentlichen Glaubensgrundsätze der Unitarier zusammen: die Ablehnung der Dreifaltigkeit, den Glauben an das Gute im Menschen, und die Forderung, die Bibel nach der Vernunft auszulegen.
In einer weiteren bekannten Rede, "Likeness to God", erklärte Channing einige Jahre später, der Mensch habe das Potenzial, sich ethisch so weit zu vervollkommnen, dass er Gott ähnlich werden könne. Der etablierte Calvinismus warf ihm daraufhin Ketzerei vor.
In seinen späteren Jahren predigte Channing gegen die Sklaverei, forderte aber nie explizit deren Abschaffung. Obwohl er selbst stets gemäßigte Positionen vertrat, zog er sich durch sein rednerisches Talent und seinen großen Einfluss auf das religiöse und soziale Leben in Neu-England die Abneigung mancher Konservativer zu. Der innerhalb der unitarischen Kirche ausgebrochene Richtungsstreit, der Ralph Waldo Emerson und George Ripley dazu veranlasste, ihr geistliches Amt niederzulegen bzw. auf Distanz zur Kirche zu gehen, konnte von Channing nicht geschlichtet werden.
Channing war über die Grenzen Neu-Englands hinaus bekannt. In Europa verbreitete sich sein Wirken nicht nur in England und Frankreich, sondern durch Bunsen auch in Deutschland.
Zwei seiner Neffen waren prominente Transzendentalisten:
William Ellery Channing (1818–1901), allgemein als Ellery Channing bekannt, war der Sohn seines Bruders Walter Channing (1786–1876). William Henry Channing war der Sohn seines Bruders, Francis Dana Channing.

## Ausgewählte Werke
- The Christian Examiner of Remarks on the Character and Writings of John Milton. 1826.
- Analysis of the character of Napoleon Bonaparte. 1827–1828, wurde in Leipzig von Karl Heinrich Hermes unter dem Titel Napoleon, sein Charakter und seine Zeit 1831 herausgegeben.
- Essay on the Character and Writings of Fénelon. 1829.
- The works. With an introduction. New and compl. ed., rearranged to which is added the perfect life, American Unitarian Assoc., Boston 1899 (V, 1060 S.).